# Verkiezingen voor het Europees Parlement 2004/Kandidatenlijst/LPF
De kandidatenlijst voor de Europese Parlementsverkiezingen 2004 van de Lijst Pim Fortuyn (LPF). Achter verkozen kandidaten staat een *. 

## De lijst
1. J.E.R. (Jens) van der Vorm-de Rijke
2. S.A.S. (Sven) Spaargaren
3. H.J.C. (Harry) Smulders
4. F.A. (Frits) Palm
5. L. (Leo) Gerritse
6. W.C. (Wim) Nieuwerkerk
7. H.J. (Henk) Daalhuizen